# Municipio de Quarry
El municipio de Quarry (en inglés: Quarry Township) es un municipio ubicado en el condado de Jersey en el estado estadounidense de Illinois. En el año 2010 tenía una población de 1174 habitantes y una densidad poblacional de 19,59 personas por km².

## Geografía
El municipio de Quarry se encuentra ubicado en las coordenadas 38°59′20″N 90°28′28″O / 38.98889, -90.47444. Según la Oficina del Censo de los Estados Unidos, el municipio tiene una superficie total de 59.94 km², de la cual 52,88 km² corresponden a tierra firme y (11,77 %) 7,06 km² es agua.

## Demografía
Según el censo de 2010, había 1174 personas residiendo en el municipio de Quarry. La densidad de población era de 19,59 hab./km². De los 1174 habitantes, el municipio de Quarry estaba compuesto por el 96,51 % blancos, el 0,94 % eran afroamericanos, el 0,34 % eran amerindios, el 0,51 % eran asiáticos, el 0,26 % eran de otras razas y el 1,45 % eran de una mezcla de razas. Del total de la población el 1,7 % eran hispanos o latinos de cualquier raza.